# Olkadészek
Az olkadészek ókori nép Hispania Tarraconensisben, az Anas folyó felső folyásánál. Hannibal egy részüket Afrikába telepítette át. Livius tesz említést róluk.